# Ghosts ’n’ Stuff
«Ghosts 'n' Stuff» (с англ. — «Призраки и тому подобное») — песня канадского продюсера Дедмауса в жанре электро-хаус. Инструментальная версия трека была выпущена 27 октября 2008 года, и затем перевыпущена 27 сентября 2009 года при участии Роба Свайра. Вторая версия была выпущена в альбоме For Lack of a Better Name.

## Видеоклип
Видеоклип, режиссёром которого стал Колин О'Тул, вышел в августе 2009 года. Он был снят в Торонто.
Он был загружен 19 августа 2009 года на YouTube-канал лейбла Ultra Records и набрал более 67 миллионов просмотров.

## Списки треков
| №  | Название           | Длительность |
| -- | ------------------ | ------------ |
| 1. | «Ghosts 'n' Stuff» | 6:10         |

| №  | Название                                                       | Длительность |
| -- | -------------------------------------------------------------- | ------------ |
| 1. | «Ghosts 'n' Stuff» (версия для радио, при участии Роба Свайра) | 3:11         |
| 2. | «Ghosts 'n' Stuff» (при участии Роба Свайра)                   | 5:28         |
| 3. | «Ghosts 'n' Stuff» (ремикс от Nero)                            | 6:55         |
| 4. | «Ghosts 'n' Stuff» (оригинал)                                  | 6:10         |
| 5. | «Moar Ghosts 'n' Stuff»                                        | 4:58         |

| №  | Название                                 | Длительность |
| -- | ---------------------------------------- | ------------ |
| 1. | «Ghosts 'n' Stuff» (ремикс от Sub Focus) | 4:26         |

| №  | Название            | Длительность |
| -- | ------------------- | ------------ |
| 1. | «Ghosts 'n' Stuff»  | 6:16         |
| 2. | «Peddler of Misery» | 7:37         |

| №  | Название                                     | Длительность |
| -- | -------------------------------------------- | ------------ |
| 1. | «Ghosts 'n' Stuff» (при участии Роба Свайра) | 5:27         |
| 2. | «Moar Ghosts 'n' Stuff»                      | 4:57         |
| 3. | «Ghosts 'n' Stuff» (оригинал)                | 6:16         |

## Чарты
| Чарт (2009–2010)                       | Высшая позиция |
| -------------------------------------- | -------------- |
| Великобритания (UK Singles Chart)      | 12             |
| Великобритания (UK Dance Chart)        | 2              |
| Европа (European Hot 100 Singles)      | 41             |
| Канада (Billboard Canadian Hot 100)    | 53             |
| Канада (Billboard CHR/Top 40)          | 34             |
| Канада (Billboard Hot AC)              | 41             |
| Канада (Canadian Digital Song Sales)   | 56             |
| США (Dance/Electronic Digital Songs)   | 6              |
| США (Dance/Electronic Streaming Songs) | 24             |
| США (Billboard Dance/Mix Show Airplay) | 1              |
| США (Heatseekers Songs)                | 24             |
| Шотландия (Scottish Singles Chart)     | 15             |

| Чарт (2010)                          | Позиция |
| ------------------------------------ | ------- |
| США (Dance/Mix Show Airplay)         | 8       |
| США (Dance/Electronic Digital Songs) | 18      |